# درارية
مدينة جزائرية تابعة لولاية الجزائر هي بلدية ومقر دائرة
بلديات الدائرة دويرة، خرايسية، الدرارية، بابا حسن، العاشور
- عدد سكان الدائرة في 2006 كان 127,458ن
- عدد سكان البلدية في 2006 كان 26,306ن
- الرمز البريدي 16003

## رياضة
- نادي دراريا للشباب الرياضي لكرة القدم (JSD).
- نادي شباب الرياضي بلديات درارية لكرة القدم (CRBD).
- نجم رياضى دراريا (NRD).

## أعلام
- مصطفى بويعلي

## مواضيع ذات صلة
- تاريخ ولاية الجزائر
- بلديات ولاية الجزائر
- دوائر ولاية الجزائر